# Alloteratura tahanensis
Alloteratura tahanensis är en insektsart som först beskrevs av Heinrich Hugo Karny 1926.  Alloteratura tahanensis ingår i släktet Alloteratura och familjen vårtbitare. Inga underarter finns listade i Catalogue of Life.